# 池田政富
池田 政富（いけだ まさとみ）は、江戸時代後期の旗本。通称は将監。

## 略歴
旗本池田政勝の三男として誕生。幼名は直次郎。
寛政3年（1791年）9月、旗本池田方教の婿養子となり、3000石の知行を相続する。同年寄合となり、11代将軍徳川家斉に御目見する。文化元年（1804年）、実兄で若桜藩主池田定常の娘奉子を養女とし、今治藩主松平定休の六男千之助（政行）を婿養子に迎える。
文化4年（1807年）に隠居し、家督を政行に譲る。文化9年（1812年）（1812年）死去。

## 系譜
- 父：池田政勝（1709-1782）
- 母：不詳
- 養父：池田方教（1765/71-1791）
- 正室：池田方教養女 - 池田政朗の娘
- 養子
  - 男子：池田政行（1788-1819） - 松平定休の六男
  - 女子：奉子 - 池田定常の娘